# Bhutan Textile Museum
Das Bhutan Textile Museum, auch National Textile Museum, ist ein 2001 gegründetes Textilmuseum in Thimphu, Bhutan. Es wird von der National Commission for Cultural Affairs verwaltet und steht unter dem Patronat seiner Gründerin, der Königinmutter Ashi Sangay Choden. Es besitzt über 2000 bhutanische Textilien vom 18. Jahrhundert bis in die heutige Zeit.
Das Ziel des Museums ist es, die Errungenschaften Bhutans auf dem Gebiet der Webkunst zu fördern und das Interesse der Weber an der Fortführung aufrechtzuerhalten. Das Museum ist auch Zentrum für Textilforschung und -ausbildung, insbesondere durch die 2005 dort angesiedelte Royal Textile Academy of Bhutan.

## Beschreibung des Museums
In den 1970er und 1980er Jahren entwickelte sich durch westliche Sammler wie Marko Bartholomew und Barbara Adams in Nordamerika und Japan ein stetiges Interesse für historische bhutanische Gewebe, die bislang in Bhutan und den umliegenden Ländern zu geringen Preisen weggegeben wurden. 1986 machte die Beraterin der Weltbank und Kennerin tibetischer Teppiche Diana Myers die damalige Königin Sangay Choden auf den Wert der Textilien ihres Landes aufmerksam. Zusammen mit dem amerikanischen Peabody Essex Museum, das selbst in den 1980er Jahren eine Sammlung bhutanischer Textilien erworben hatte, und finanziert durch die Königin, konzipierte Myers eine Ausstellung bhutanischer Textilien, die 1994 durch die USA und Europa tourte. Der Erfolg der Ausstellung bewog Sangay Choden, ein nationales Textilmuseum zu planen, um die wertvollen historischen Textilien in Bhutan zu bewahren.
Der Bau des Museums kostete rund 165.000 US-Dollar und wurde mit der Unterstützung von Dänemark, der bhutanesischen Regierung und privaten Spendern durchgeführt. Technische Unterstützung erhielt das Museum durch das Peabody Essex Museum. Die Restaurierungsabteilung wurde mit Hilfe der NGO Friends of Bhutan’s Culture und dem Getty Conservation Institute eingerichtet. Bei der Eröffnung am 12. Juni 2001 bestand die Sammlung aus 244 Objekten, die auf zwei Stockwerken präsentiert wurden.

## Sammlung und Ausstellung
Die Sammlung umfasst mittlerweile durch Schenkungen und Ankäufe über 2000 Objekte vom 18. Jahrhundert bis in die heutige Zeit. Unter anderem kam auf diesem Wege im Jahr 2003  die verbleibende Sammlung von Barbara Adams in das Museum. Bei der Eröffnung war die Ausstellung im ersten Obergeschoss in sechs Themen unterteilt: Errungenschaften in der Textilkunst, Die Rolle von Textilien in der Religion, Textilien aus einheimischen Fasern, Die königliche Sammlung, Gewebe mit Kettmusterung und Gewebe mit Schussmusterung.
Die königliche Sammlung des Museums besteht unter anderem aus Kronen der bhutanischen Könige, Namzas (Kostüme) und anderen von der königlichen Familie getragenen Accessoires, einem Perlengewand von Tsamdrak Goenpa und die Bettwäsche von Shabdrung Jigme Dorji. Zu den Ausstellungsstücken, die von der Königinmutter Sangay Choden und einigen Privatpersonen gestiftet wurden und im Museum ausgestellt sind, gehören die erste Version der Rabenkrone, Brokat-Uzhams (Kronen), die vom ersten König und vom zweiten König getragen wurden und eine Prinzessinnenkrone, die von der Schwester des ersten Königs, Ashi Wangmo, getragen wurde.

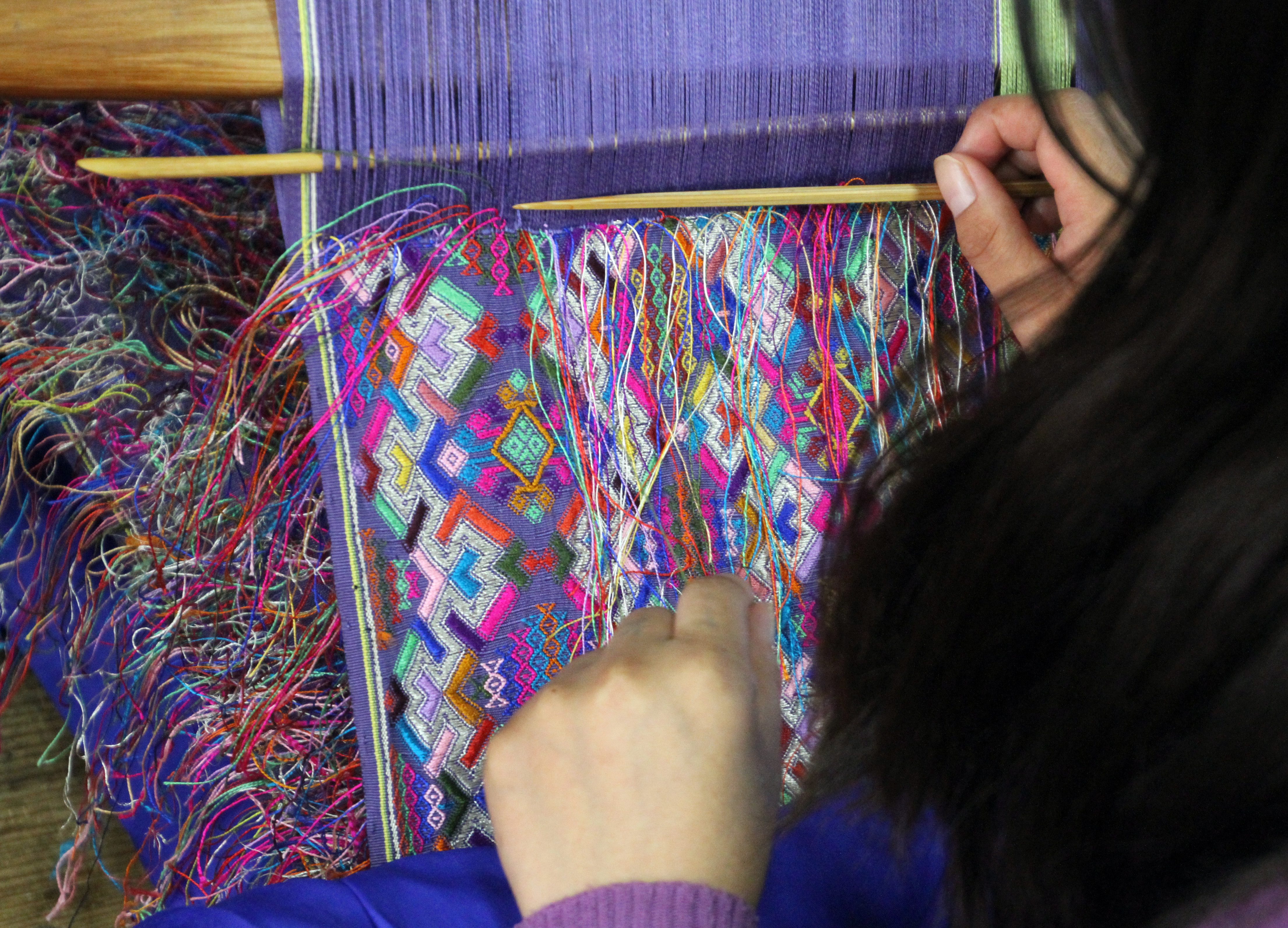
Beispiel für die traditionelle Weberei in Thimphu

Daneben werden traditionelle regionale Kleidungsstücke wie Kira und Gho gezeigt, die von Frauen und Männern in Bhutan hergestellt werden, sowie Kleidungsstücke, die für besondere religiöse Anlässe verwendet werden.
Im Erdgeschoss des Textilmuseums werden die Fertigkeiten des Spinnens, Färbens von Fasern, die Einrichtung eines Webstuhls und das Arbeiten mit zwei Garnsätzen demonstriert. Das Museum hat außerdem zwei ständige Weber engagiert – einen für „Pangtha“ (Spinnen) und einen für „Thuetha“ (Färben) –, um den Webprozess zu zeigen. Eine kleine Gruppe von Webern im Museum stellt Arbeiten her, die aus Lhuentse Dzongkhag stammen, dem Stammsitz der bhutanischen Königsfamilie im Nordosten Bhutans.

## Veranstaltungen
Das Museum organisiert jährlich einen Designwettbewerb, bei der die Öffentlichkeit über die besten anonymisierten Entwürfe abstimmen kann. Neben „Pesar“, der traditionellen Kunstform, werden auch innovative andere Textildesigns in Form von Applike und Stickereien gezeigt.
Ebenfalls jährlich findet seit 2003 das National Textile/Crafts Festival statt, das Bhutans kunsthandwerkliches Erbe feiern und beleben soll.